# Autódromo Francisco Villa
Der Autódromo Francisco Villa ist eine Motorsport-Rennstrecke im Bundesstaat Chihuahua in Mexiko, die südlich der Stadt Chihuahua am Kilometer 14,5 der Carretera Federal 45 in Richtung Delicias liegt.

## Veranstaltungen
Auf der Rennstrecke werden regelmäßig Beschleunigungsrennen auf der Viertelmeile der Hauptgeraden der Rennstrecke ausgetragen. 
Die Mexikanische Formel-3-Meisterschaft startete zwischen 1991 und 2001 insgesamt 10 Mal auf dem Kurs. 